# Кіланас
Кіланас — один з 18 мукімів (районів) округи (даера) Бруней-Муара, Бруней.

## Райони
- Кампонг Мадеа
- Кампонг Перпіндаhан Бунут
- Кампонг Тасек Мерадун
- Кампонг Буронг Лепас
- Кампонг Бенгкуронг
- Кампонг Сінарубаі
- Кампонг Бебатік
- Кампонг Кіланас
- Кампонг Йангсак
- Кампонг Танйонг Бунут